# Gema López
María Gema López de Teresa, más conocida como Gema López (Madrid, España; 14 de abril de 1971), es una periodista, presentadora y colaboradora de televisión española de la crónica social y actualmente ligada al grupo de comunicación Atresmedia desde 2023, grupo en el cual trabajó del año 2000 al 2011. Actualmente también se dedica a la moda con su tienda online NE&NU.

## Biografía
Mientras cursa estudios de Periodismo en la Universidad Complutense de Madrid, donde se licencia en Periodismo, comienza a trabajar como becaria en Antena 3 Radio. Posteriormente colabora por primera vez en televisión en los Informativos Telecinco con Luis Mariñas.
Tras pasar por diversas cadenas y programas, y colaborar con importantes profesionales de la televisión como Hoy es posible de Televisión Española, con Nieves Herrero o Con T de tarde de Telemadrid, con Terelu Campos, es contratada en el año 2000 por Ana Rosa Quintana para colaborar en el espacio de Antena 3 Sabor a ti.

### Etapa en Antena 3
Después de estar cuatro años como colaboradora de Sabor a ti, se incorpora como colaboradora en 2003 al programa ¿Dónde estás corazón? de Antena 3 presentado por Jaime Cantizano y dónde comparte plató con Chelo García-Cortés y María Patiño entre otros. Además, entre 2009 y 2010 intervino asiduamente en Tal cual lo contamos y en 2009 tuvo su primera experiencia como directora en Vaya par, presentado por María Patiño y Jesús Mariñas.
En septiembre de 2011, finaliza sus emisiones el programa ¿Dónde estás corazón? después de ocho años en antena, por lo que Gema es contratada por Mediaset España.
En septiembre de 2023, tras once años en Mediaset España, regresa a Atresmedia para presentar la sección de corazón del programa  Espejo público, junto a Susanna Griso y Miquel Valls, en Antena 3.

### Etapa en Telecinco
En 1995, en sus comienzos como periodista, fichó como colaboradora de En directo contigo, programa presentado por Belén Rueda.
A principios de 2012 ficha por Telecinco como colaboradora del programa Materia reservada y el 3 de febrero del mismo año comenzó a colaborar en Deluxe en la misma cadena. Más tarde se incorpora a Sálvame y en 2013 a Abre los ojos y mira, también en Telecinco.

### Otros trabajos
En 2004 participó como actriz en la película Cuídate de mi. En 2007 repitió como actriz para el cortometraje El tercer día, donde interpretó a Isabel.

## Trayectoria

### Programas de televisión
| Programas de televisión | Programas de televisión | Programas de televisión | Programas de televisión |
| Año                     | Título                  | Cadena                  | Notas                   |
| ----------------------- | ----------------------- | ----------------------- | ----------------------- |
| 1993                    | Informativos Telecinco  | Telecinco               | Reportera               |
| 1995                    | En directo contigo      | Telecinco               | Colaboradora            |
| 1999 - 2000             | Con T de tarde          | Telemadrid              | Ayudante de redacción   |
| 2000 - 2004             | Sabor a ti              | Antena 3                | Colaboradora            |
| 2001                    | Rumore, rumore          | Antena 3                | Colaboradora            |
| 2002                    | Abierto al anochecer    | Antena 3                | Coloboradora            |
| 2003 - 2011             | ¿Dónde estás corazón?   | Antena 3                | Colaboradora            |
| 2009                    | Vaya par                | Antena 3                | Directora               |
| 2009                    | TC exprés               | Antena 3                | Presentadora            |
| 2009 - 2010             | Tal cual lo contamos    | Antena 3                | Colaboradora            |
| 2012 - 2013             | Materia reservada       | Telecinco               | Colaboradora            |
| 2012 - 2020             | Sábado Deluxe           | Telecinco               | Colaboradora            |
| 2012 - 2023             | Sálvame                 | Telecinco               | Colaboradora            |
| 2013 - 2014             | Abre los ojos y mira    | Telecinco               | Colaboradora            |
| 2019                    | Sálvame Okupa           | Telecinco               | Colaboradora            |
| 2019 - 2021; 2023       | Sálvame Limón           | Telecinco               | Presentadora            |
| 2023 - presente         | Espejo Público          | Antena 3                | Presentadora            |
| 2024                    | Y ahora Sonsoles        | Antena 3                | Intervención puntual    |

### Películas
| Películas | Películas     | Películas | Películas    |
| Año       | Título        | Personaje | Notas        |
| --------- | ------------- | --------- | ------------ |
| 2004      | Cuídate de mi | Gema      | Papel menor  |
| 2007      | El tercer día | Isabel    | Cortometraje |